# Viskinge Sogn
Viskinge Sogn var et sogn i Kalundborg Provsti (Roskilde Stift). Sognet blev nedlagt 1. januar 2019 ved sammenlægning med Avnsø Sogn til Viskinge-Avnsø Sogn.
I 1800-tallet var Avnsø Sogn anneks til Viskinge Sogn. Begge sogne hørte til Skippinge Herred i Holbæk Amt. Viskinge-Avnsø sognekommune blev ved kommunalreformen i 1970 indlemmet i Bjergsted Kommune, der ved strukturreformen i 2007 indgik i Kalundborg Kommune.